# Túnel de la Atlántida
Túnel de la Atlántida es el nombre que recibe la última sección, completamente inundada por aguas marinas del tubo volcánico de La Corona, en el norte de la isla de Lanzarote (Islas Canarias), en el municipio de Haría. La Cueva de los Verdes y los Jameos del Agua, famosos centros turísticos de la isla, forman parte del mismo tubo volcánico. La cueva se encuentra en el norte de la isla de Lanzarote (Islas Canarias) y es de gran importancia geológica y biológica, albergando al menos 36 especies endémicas de la isla de Lanzarote, de gran interés evolutivo.

## Origen y descripción geológica
El Túnel de la Atlántida se formó hace aproximadamente 21 milenios en condiciones subaéreas y fue inundada posteriormente durante la última transgresión por aguas de origen marino. La longitud total del túnel es de aproximadamente 1600 m de longitud y es el mayor tubo volcánico submarino del planeta. La colada que dio origen a la cueva fue emitida por un hornito lateral del volcán Corona, y fluyó en dirección suroeste, probablemente a favor de algún lecho de barranco. El nivel del mar, al encontrarse más bajo en aquella época, permitió el avance de la colada aproximadamente 2 km más allá de la línea de costa actual, sobre una plataforma costera. La colada se detuvo al contacto con el agua, con el súbito enfriamiento de las lavas. Con el fin de la última glaciación y la regresión de los hielos en el norte de Europa, el nivel del mar subió, inundando la última sección de la cueva, que hoy conocemos como Túnel de la Atlántida.
El túnel de la Atlántida tiene dos secciones que discurren en paralelo: una sección principal (Túnel de la Atlántida) y una sección superior de menor recorrido y diámetro (Lago Escondido). El recorrido total de la cueva es de 1600 m; con una profundidad media de 30 m y una sección media de 15-20 m . El tubo termina a 64 m de profundidad.
La sección principal del Túnel de la Atlántida se inicia en el Jameo Chico de los Jameos del Agua, con un lago de entrada de ca. 10x10 m y una profundidad de 9 m. El fondo presenta grandes bloques y una importante acumulación de picón. La iluminación artificial presente en esta parte de la cueva se desvanece a los pocos metros, pero permite el crecimiento de algas en las paredes de la entrada. Tras un pequeño tramo de 129 m y una profundidad media de 10 m se alcanza la primera restricción (“la Sima”) donde la sección de la cueva se estrecha y cae a 25 m. En este tramo existen dos conexiones con la galería superior, el Lago Escondido, que discurre en paralelo sobre este tramo de la cavidad. La cueva continúa entonces unos 250 m, donde existe una segunda restricción en la que la profundidad desciende a 30 m. La cueva continúa, entonces, con una sección media de 15 m de diámetro hasta alcanzar la Montaña de Jable, un acumulación de ca. 20 m de altura sedimentos calcáreos procedente del exterior. En esta zona, la influencia marina en la cueva se hace más patente, posiblemente por el menor espesor de las capas de roca que separan la cavidad de las aguas costeras. Es posible observar en este tramo algunos organismos sésiles, así como algunas especies típicas de cuevas marinas (e.g. Athanas cf.nitescens; Stenopus spinosus). Tras la Montaña de Jable, la cueva se ensancha, alcanzando hasta 25 m de sección en algunos tramos, y continúa, con una profundidad descendente, hasta el ensanchamiento final, previo al colapso de la cavidad, a 81 m de profundidad.
La sección superior de la cueva o Lago Escondido tiene una extensión de 390 m y comunica con el túnel de la Atlántida en tres puntos, a 50, 130 y 200 m de penetración. La sección de este tramo es estrecha y el fondo está recubierto por costras calcáreas, sin grandes bloques de colapso. Este tramo termina por el estrechamiento progresivo del techo de la cavidad.
La columna de agua del Túnel no está estratificada y presenta características similares al agua marina, excepto por una mayor concentración de silicio. La salinidad es 35,822 ‰ y la concentración de oxígeno 4,89 ml/l. La columna de agua es relativamente estable y no presenta turbulencia, excepto por la presencia de corrientes de marea, con una velocidad de 0,5-2,5 m/s. La materia orgánica en toda la columna de agua de la cueva es alóctona y de origen marino, y es introducida en la cueva por estas corrientes. Sólo se registra producción primaria en los primeros metro del túnel, cerca del Jameo Chico, debido a la iluminación artificial.

## Diversidad faunística y ecología
Además de su importancia geológica, el Túnel de la Atlántida es parte del cinturón anquialino de Lanzarote, uno de los ecosistemas anquialinos más diversos del mundo con 36 especies endémicas. En la siguiente tabla se resumen las especies citadas hasta ahora para la cueva. El inventario se apoya en revisiones recientes y en algunas nuevas publicaciones. Se indican como endémicas las especies que hasta el momento sólo se conocen en ambientes anquialinos de Lanzarote (no necesariamente sólo dentro del Túnel). En la sección de referencias se incluyen las citas más relevantes sobre la especie en la cueva, excepto por la descripción original.
| Familia                 | Especie                                                                             | Endemicidad | Hábitat                          | Referencias |
| ----------------------- | ----------------------------------------------------------------------------------- | ----------- | -------------------------------- | --- |
| Cnidaria                |                                                                                     |             |                                  | |
| Actinulidae             | Halammohydra sp.                                                                    | -           | Interstiticial, Montaña de Jable | Wilkens et al 2009 |
| Nematoda                |                                                                                     |             |                                  | |
| Desmoscolecidae         | Quadricoma sp.                                                                      | -           | Intersticial, Montaña de Jable   | García-Valdecasas 1985 |
| Draconematidae          | Draconema sp.                                                                       | -           | Intersticial, Montaña de Jable   | García-Valdecasas 1985 |
| Priapula                |                                                                                     |             |                                  | |
| Tubiluchidae            | Tubiluchus cf. lemburgi                                                             | -           | Intersticial, Montaña de Jable   | García-Valdecasas 1985 |
| Annelida                |                                                                                     |             |                                  | |
| Acrocirridae            | Macrochaeta n. sp.                                                                  | Endémica    | Crevicular, lapilli              | Núñez et al 1997 |
| Bonellidae              | Bonellia viridis Rolando 1821                                                       | -           | Crevicular                       | Brito et al 2009 |
| Dorvilleidae            | Protodorvillea kefersteni                                                           | -           | Intersticial, Montaña de Jable   | García-Valdecasas 1985 |
| Fauveliopsidae          | Fauveliopsis jameoaquensis Núñez 1997                                               | Endémica    | Intersticial, Montaña de Jable   | Núñez et al 1997; Iliffe et al 2000 |
| Nerillidae              | Meganerilla cesari Worsaae, Martínez y Núñez 2009                                   | -           | Intersticial, Montaña de Jable   | - |
| Nerillidae              | Mesonerilla armoricana Swedmark 1959                                                | -           | Intersticial, Montaña de Jable   | Worsaae et al 2009 |
| Nerillidae              | Mesonerilla sp. 1                                                                   | -           | Intersticial, Montaña de Jable   | Worsaae et al 2009 |
| Nerillidae              | Mesonerilla sp. 2                                                                   | -           | Intersticial, Montaña de Jable   | Worsaae et al 2009 |
| Paraonidae              | Cirrophorus lyra (Southern 1914)                                                    | -           | Intersticial, Montaña de Jable   | - |
| Polynoidae              | Gesiella jameensis (Hartmann-Schröder 1974)                                         | Endémica    | Columna de agua                  | Wilkens and Parzefall 1974; García-Valdecasas 1985; Iliffe et al. 1984, 2000; Parzefall 1986; Wilkens et al. 1986, 1993; Hartmann-Schröder 1988; Núñez et al 1997                                             |
| Protodrilidae           | Protodrilus n. sp.                                                                  | Endémica    | Columna de agua                  | Martínez et al 2009 |
| Orbiniidae              | Questa sp.                                                                          | -           | Intersticial, Montaña de Jable   | - |
| Scalibregmatidae        | Speleobregma lanzaroteum Bertelsen 1986                                             | Endémica    | Columna de agua                  | Iliffe 2000; Martínez et al 2013 |
| Scalibregmatidae        | Ascherocheilus sp.                                                                  | -           | Infaunal, Montaña de Jable       | Martínez et al 2013 |
| Syllidae                | Sphaerosyllis iliffei Núñez, Martínez y Brito 2009                                  | Endémica    | Intersticial, Montaña de Jable   | |
| Syllidae                | Syllis parapari San Martín y López 2000                                             | -           | Intersticial, Montaña de Jable   | - |
| Mollusca                |                                                                                     |             |                                  | |
| Skeneidae               | Pseudorbis jameensis Rubio y Babío 1990                                             | -           | Interstitical, Montaña de Jable  | - |
| Trochidae               | Jujubinus exasperatus (Pennant 1777)                                                | -           | Crevicular, entrada              | Martínez et al 2009 |
| Turbinidae              | Bolma rugosa (Linnaeus 1767)                                                        | -           | Crevicular, entrada              | Wilkens y Parzefall 1974 |
| Crustacea               |                                                                                     |             |                                  | |
| Copepoda, Calanoida     |                                                                                     |             |                                  | |
| Arietellidae            | Paramisophria reducta Ohtsuka et al. 1993                                           | Endémica    | Columna de agua                  | Iliffe et al 2000 |
| Epacteriscidae          | Enantronia canariensis Fosshagen et al. 2001                                        | Endémica    | Columna de agua                  | Iliffe et al 2000 |
| Diatomidae              | Paradiaptomus alluaudi Guerne and Richard 1890                                      | -           | Columna de agua                  | Bowman 1989 |
| Pseudocyclopiidae       | Stygocyclopia balearica Jaume, Fosshagen y Iliffe 1999                              | -           | Columna de agua                  | Jaume et al 1999; Iliffe et al 2000 |
| Copepoda, Cyclopoida    |                                                                                     |             |                                  | |
| Cyclopinidae            | Muccedina multispinosa Jaume y Boxshall, 1996                                       | -           | Columna de agua                  | Iliffe et al 2000 |
| Copepoda, Harpacticoida |                                                                                     |             |                                  | |
| Superornatiremidae      | Neoechinophora karaytugi Huys 1996                                                  | Endémica    | Columna de agua                  | Iliffe et al 2000 |
| Copepoda, Misophrioida  |                                                                                     |             |                                  | |
| Misophriidae            | Expansophria dimorpha Boxshall and Iliffe 1987                                      | Endémica    | Columna de agua                  | Boxshall y Jaume 2000; Iliffe et al 2000 |
| Misophriidae            | Dimisophria cavernicola Boxshall and Iliffe 1987                                    | Endémica    | Columna de agua                  | Boxshall y Jaume 2000; Iliffe et al 2000 |
| Palpophriidae           | Palpophria aestheta' Boxshall and Iliffe 1987                                       | Endémica    | Columna de agua                  | Boxshall 1989; Boxshall y Jaume 2000; Iliffe et al 2000 |
| Speleophriidae          | Speleophriopsis canariensis Jaume y Boxshall 1996                                   | Endémica    | Columna de agua                  | Iliffe et al 2000 |
| Ostracoda, Polycopida   |                                                                                     |             |                                  | |
| Polycopidae             | Eupolycope pnyx Kornicker y Iliffe 1995                                             | Endémica    | Columna de agua                  | Iliffe et al 2000 |
| Thaumatocyprididae      | Danielopolina phalanx Kornicker y Iliffe 1995                                       | Endémica    | Columna de agua                  | Iliffe el al 2000 |
| Thaumatocyprididae      | Danielopolina wilkensi Hartmann 1985                                                | Endémica    | Columna de agua                  | Kornicker y Iliffe 1995, 1998; Iliffe et al 2000 |
| Ostracoda, Myodocopida  |                                                                                     |             |                                  | |
| Sarsiellidae            | Eusarsiella bedoyai Baltanás 1992                                                   | Endémica    | Intersticial, Montaña de Arena   | Baltanás 1992 |
| Malacostraca, Decapoda  |                                                                                     |             |                                  | |
| Alpheidae               | Athanas cf. nitescens (Leach, 1814)                                                 | -           | Infaunal, Montaña de Arena       | Wilkens et al 2009 |
| Galatheidae             | Munidopsis polymorpha Koelbel 1892                                                  | Endémica    | Intersticial, Montaña de Arena   | Koelbel 1892; Calman 1904; Harms 1921; Fage y Monod 1936; Wilkens y Parzefall 1974; Parzefall y Wilkens 1975; Iliffe et al 1984, 2000; García-Valdecasas 1985; Parzefall 1986; Wilkens et al 1986, 1990, 1993 |
| Stenopodidae            | Eusarsiella bedoyai                                                                 | Endémica    | Intersticial, Montaña de Arena   | Baltanás 1992 |
| Malacostraca, Amphipoda |                                                                                     |             |                                  | |
| Hyalidae                | Parhyale multispinosa Stock 1987                                                    | Endémica    | Columna de agua, crevicular      | Stock 1987 |
| Ingolfiellidae          | Ingolfiella sp.                                                                     | -           | Intersticial, Montaña de Arena   | Wilkens et al 2009 |
| Pardaliscidae           | Spelaeoniccipe buchi (Andres 1975)                                                  | Endémica    | Intersticial, Montaña de Arena   | Wilkens y Parzefall 1974; García-Valdecasas 1985; Iliffe et al 1984, 2000; Parzefall 1986; Wilkens et al 1986, 1993                                                                                           |
| Talitridae              | Liagoceradocus acutus (Andres 1978)                                                 | Endémica    | Crevicular                       | Iliffe et al 1984, 2000; García-Valdecasas 1985; Wägele 1985; Parzefall 1986; Wilkens et al 1986; Rondé-Broekhuizen y Stock 1987                                                                              |
| Ingolfiellidae          | Speleocuma sp.                                                                      | -           | Intersticial, Montaña de Arena   | García-Valdecasas 1985; Corberá 2002 |
| Ingolfiellidae          | Heteromysoides cotti (Calman 1932)                                                  | Endémica    | Columna de agua                  | Fage and Monod 1936; Wilkens and Parzefall 1974; Iliffe et al 1984, 2000; García-Valdecasas 1985; Parzefall 1986; Wilkens et al 1986, 1993                                                                    |
| Thermosbaenidae         | Halosbaena fortunata Bowman and Iliffe 1986                                         | Endémica    | Columna de agua                  | Wilkens et al 1986; Iliffe et al 2000 |
| Remipedia               |                                                                                     |             |                                  | |
| Morlockiidae            | Morlockia atlantida (Koenemann, Bloechl, Martínez, Iliffe, Hoenemann y Oromí, 2009) | Endémica    | Columna de agua                  | Koenemann et al 2009 |
| Morlockiidae            | Morlockia ondinae García-Valdecasas 1984                                            | Endémica    | Columna de agua                  | Iliffe et al 1984, 2000; García-Valdecasas 1985; Parzefall 1986; Schram et al 1986; Wilkens et al 1986, 1993; Koenemann et al 2009                                                                            |
| Echinodermata           |                                                                                     |             |                                  | |
| Ophiodermatidae         | Ophioderma longicauda (Retzius 1805)                                                | -           | Columna de agua                  | García-Valdecasas, 1985 |

## Historia de la exploración de la cueva
La primera exploración se remonta a 1972, cuando los hermanos Guerra llegan a los 370 m.
En 1983, los espeleobuceadores del STD de Madrid exploran 1.570 m del tubo. Los resultados de la expedición fueron resumidos en un inventario general de la fauna del Túnel y la descripción del primer remípedo,Speleonectes ondinae.
En 1986, un equipo de buceadores franco-belgas llegan a los 1.618 m de recorrido, punto donde finaliza el túnel a 64 m de profundidad.
En 1987 un equipo de STD alcanza nuevamente la punta de exploración y confirma que no hay continuidad.
En 2008, un equipo de buceadores americanos de la Universidad A&M Texas, con el apoyo de biólogos de la Universidad de Hamburgo y la Universidad de La Laguna, alcanzó 1000 m de penetración y colectó muestras que llevaron a la descripción de tres nuevas especies, incluyendo un segundo remípedo Speleonectes atlantida, y la llamada Meganerilla de César Manrique, Meganerilla cesari. El equipo de buceadores estaba compuesto por Thomas M. Iliffe, Terence Tyssal, Jill Heinerth y James Rossi, junto a los científicos no-buceadores Renee Bishop (Penn State University), Stefan Koenemann (University of Veterinary Medicine Hannover), Alejandro Martínez (University of La Laguna) y Horst y Ulrike Wilkens (University of Hamburg)
En 2011, un equipo de buceadores canarios organizados por la Universidad de Copenhague y apoyados por el Cabildo de Lanzarote, alcanzó una meta comparable y colectó muestras que fueron estudiadas por científicos de 8 universidades de todo el mundo. El equipo de buceo estuvo compuesto por los buceadores Alejandro Martínez, Enrique Domínguez, Luis E. Cañadas, Sergio González y Ralf Schoenermark. La máxima marca de penetración fue la Montaña de Jable, a 750 m.
En febrero de 2019, con el Proyecto Sublantida, un equipo de investigación de la UNED, dirigido por Javier Lario, alcanzan, después de 32 años, la punta de exploración a -64 m de profundidad para recoger muestras para el primer estudio geológico en el Túnel de la Antlántida,